# Jupiler League 2009/2010
Sezóna 2009/10 Jupiler League byla stosedmou sezónou nejvyšší belgické fotbalové divize. Ligy se zúčastnilo celkem 16 celků, pro zatraktivnění se soutěž hrála novým způsobem (viz Systém soutěže). 
Obhajujícím šampiónem z ročníku 2008/2009 byl Standard Lutych, vítězem se stal klub RSC Anderlecht.

## Průběh soutěže

### Základní část
| Poř. | Tým               | Z  | V  | R  | P  | VG | OG | B  |
| ---- | ----------------- | -- | -- | -- | -- | -- | -- | -- |
| 1.   | RSC Anderlecht    | 28 | 22 | 3  | 3  | 62 | 20 | 69 |
| 2.   | Club Brugge KV    | 28 | 17 | 6  | 5  | 52 | 33 | 57 |
| 3.   | KAA Gent          | 28 | 14 | 7  | 7  | 49 | 30 | 49 |
| 4.   | KV Kortrijk       | 28 | 12 | 9  | 7  | 39 | 30 | 45 |
| 5.   | Sint-Truidense VV | 28 | 12 | 6  | 10 | 35 | 35 | 42 |
| 6.   | SV Zulte Waregem  | 28 | 10 | 11 | 7  | 39 | 32 | 41 |

|  | Postup do play-off o titul          |
|  | Postup do play-off o Evropskou ligu |
|  | Baráž o udržení                     |
|  | Sestup                              |